# Тихвинское городское поселение
Ти́хвинское городско́е поселе́ние — муниципальное образование в составе Тихвинского района Ленинградской области. Административный центр — город Тихвин.

## Географическое положение
Общая площадь — 389 км²
Расположено в юго-восточной части Тихвинского района
- Граничит:
  - на севере и северо-западе — с Борским сельским поселением
  - на востоке — с Бокситогорским районом
  - на юге — с Мелегежским сельским поселением
  - на западе — с Цвылёвским сельским поселением

По территории поселения проходят автодороги:
- А114 (Вологда — Новая Ладога)
- 41А-009 (Лодейное Поле — Чудово)
- 41К-166 (западный подъезд к г. Тихвин)
- 41К-888 (Тихвин — Красава)
- 41К-890 (подъезд к аэропорту г. Тихвин)
- 41К-896 (подъезд к пос. Царицыно Озеро)
- 41К-922 (подъезд к дер. Горелуха)
- 41К-923 (подъезд к дер. Лазаревичи)

По территории поселения проходит железная дорога, имеются станции и остановочные пункты Костринский, Тихвин, Астрачи.
По территории поселения протекает река Тихвинка.

## История
1 января 2006 года в соответствии с областным законом № 52-оз от 1 сентября 2004 года «Об установлении границ и наделении соответствующим статусом муниципального образования Тихвинский муниципальный район и муниципальных образований в его составе» было образовано Тихвинское городское поселение, в которое вошёл город Тихвин и территории бывших Красавской и Лазаревичской волостей.

## Население
| 2006    | 2010    | 2011    | 2012    | 2013    | 2014    | 2015    |
| ------- | ------- | ------- | ------- | ------- | ------- | ------- |
| 65 283  | ↘60 675 | ↗60 957 | ↘60 665 | ↘60 655 | ↘60 392 | ↘60 286 |
| 2016    | 2017    | 2018    | 2019    | 2020    | 2021    | 2023    |
| ↘59 957 | ↘59 876 | ↗60 102 | ↘59 993 | ↗60 014 | ↘57 745 | ↘56 597 |
| 2024    | 2025    |         |         |         |         |         |
| ↘56 131 | ↘55 952 |         |         |         |         |         |

## Состав городского поселения
| №  | Населённый пункт | Тип населённого пункта        | Население |
| -- | ---------------- | ----------------------------- | --------- |
| 1  | Берёзовик        | посёлок                       | ↘656      |
| 2  | Горелуха         | деревня                       | ↗6        |
| 3  | Заболотье        | деревня                       | ↘105      |
| 4  | Костринский      | местечко                      | ↘7        |
| 5  | Красава          | посёлок                       | ↗880      |
| 6  | Лазаревичи       | деревня                       | ↗57       |
| 7  | Наволок          | деревня                       | ↗16       |
| 8  | Новый Погорелец  | деревня                       | ↗10       |
| 9  | Паголда          | деревня                       | ↗45       |
| 10 | Сарка            | посёлок                       | ↘375      |
| 11 | Смоленец         | посёлок                       | ↗10       |
| 12 | Смоленский Шлюз  | местечко                      | ↘6        |
| 13 | Старый Погорелец | деревня                       | ↘4        |
| 14 | Стретилово       | деревня                       | ↗133      |
| 15 | Теплухино        | деревня                       | ↗6        |
| 16 | Тихвин           | город, административный центр | ↘53 778   |
| 17 | Усть-Шомушка     | деревня                       | ↗49       |
| 18 | Фишева Гора      | деревня                       | ↗160      |
| 19 | Царицыно Озеро   | посёлок                       | ↗251      |
| 20 | Ялгино           | деревня                       | ↗47       |

### Упразднённые населённые пункты
28 декабря 2004 года в связи с отсутствием жителей было упразднено местечко Херсонский Шлюз.

## Достопримечательности
В центральной части города сохранился ансамбль Богородицкого Тихвинского монастыря (ныне Историко-мемориальный и архитектурно-художественный музей) — шестистолпный трёхглавый (в XVII в. пятиглавый) Успенский собор (1505—1515; росписи в интерьере 1690; шестиярусный резной иконостас, 1624), двухэтажная трапезная палата с Покровской церковью (1581), церкви Спасская (1593) и Фёдора Стратилата (1593), каменные стены с Введенская (1687) и Никольскими башнями, воротами в стиле классицизма (конец XVIII — начало XIX вв.).

## Местное самоуправление
Администрация муниципального образования Тихвинское городское поселение Тихвинского муниципального района Ленинградской области ликвидирована. Полномочия исполнительно-распорядительного органа Тихвинского городского поселения исполняет администрация муниципального образования Тихвинский муниципальный район Ленинградской области.